# Dafniás
Dafniás, en grec moderne : Δαφνιάς, est un village du district régional d'Étolie-Acarnanie en Grèce.
Selon le recensement de 2011, la population du village s'élève à 237 habitants.